# Abd ul-Latif (Timúridas)
Abdal-Latif Mirza, (ca. 1420 - 9 de mayo de 1450) fue un miembro de la dinastía timúrida, bisnieto del emperador Timur, fue gobernante de Balkh y participó en las luchas familiares que siguieron a la muerte de su abuelo, Shah Rukh.

## Orígenes
Fue el tercer hijo de Ulugh Beg, rey timúrida de Transoxiana (actuales Uzbekistán, Tayikistán y partes de Turkmenistán, Kirguizistán y Kazajistán).
Después de haber recibido el cargo de gobernador de Balkh, Abdal-Latif Mirza sirvió bajo su padre. Durante la lucha por la sucesión que siguió a la muerte de su abuelo Shah Rukh, ocupó Herat, aunque después de que Ulugh Beg saliese de la ciudad a finales de 1448 fue conquistada por Babur ibn Baysunkur.

## Revuelta
Abdal-Latif Mirza no permaneció leal a su padre. Enojado por el hecho de que iba a ser pasado por alto en la transferencia del reinado de Samarcanda, se rebeló mientras Ulugh Beg marchaba a retomar Khorasan. Derrotó a su padre en Dimashq, cerca de Samarcanda, en el otoño de 1449.
Ulugh Beg decidió más tarde entregarse, y Abdal-Latif Mirza le concedió permiso para hacer una peregrinación a La Meca, pero mientras Ulugh Beg iba de camino fue asesinado por órdenes de su hijo.
Esto le valió a Abdal-Latif Mirza el apodo infame de Padarkush (en tayiko "parricidio"). Pocos días después, también hizo asesinar a su hermano Abd al-Aziz.
De esta manera se convirtió en gobernador de Transoxiana. Persona poco piadosa, se ganó el apoyo de los grupos religiosos locales, pero esto no lo salvó de una conspiración tramada contra él por los emires. Su reinado duró solo seis meses. Fue sucedido por su primo Abdallah Mirza.
- Datos: Q2820919